# Курдское восстание 1979 года в Иране
Курдское восстание 1979 года в Иране вспыхнуло в середине марта 1979 года, примерно через два месяца после победы исламской революции. Впоследствии оно стало крупнейшим среди общенациональных восстаний в Иране против нового режима и одним из самых интенсивных курдских восстаний в современном Иране. Первоначально курдские движения пытались присоединиться к новому правительству Ирана, стремясь подчеркнуть свою мусульманскую идентичность и найти точки соприкосновения с другими иранцами. «Демократическая партия иранского Курдистана» («ДПИК») заявила, что она не является сепаратистской организацией, и критиковала тех, кто призывал к независимости, но, тем не менее, «ДПИК» призывала к политической автономии курдских районов страны. Однако, отношения между некоторыми курдскими организациями и иранским правительством быстро ухудшились, и, хотя курды-шииты и некоторые племенные лидеры поддержали новое шиитское руководство Исламской Республики Иран, левые суннитские курды продолжили реализацию своего националистического проекта в провинции Курдистан.
Хотя на начальном этапе курдские боевики (в первую очередь «ДПИК») и добились некоторых территориальных успехов в районе Мехабада и вытеснили иранские войска из этого региона, крупномасштабное наступление сил «Корпуса стражей исламской революции» (КСИР) весной 1980 года решило исход противоборства в пользу правительства.
После начала ирано-иракской войны в сентябре 1980 года иранское правительство предприняло ещё большие усилия, чтобы подавить курдское восстание, которое было единственным из восстаний 1979 года, которое все ещё продолжалось (восстания арабов, белуджей и туркменов к тому времени уже были подавлены). К концу 1980 г. иранские регулярные силы и КСИР вытеснили курдских боевиков из их опорных пунктов, но группы курдских боевиков продолжали совершать спорадические нападения на иранские силы. Столкновения в этом районе продолжались до 1983 года.
В ходе курдского восстания погибло около 10 000 человек, из них 1 200 — курдские политические заключенные, казнённые на последних этапах восстания. Курдско-Иранский спор возобновился только в 1989 году, после убийства лидера «ДПИК».

## Предпосылки
В период правления шаха Мохаммеда Реза Пехлеви в Иране были подавлены два крупных курдских восстаний в 1946 и 1967 годах. Курдские политические организации с энтузиазмом поддерживали анти-шахскую революцию, которая в феврале 1979 года привела к власти шиитское духовенство во главе с аятоллой Хомейни. Однако, надежды курдских лидеров не оправдались — новое политическое руководство Ирана было крайне негативно настроено к сепаратистских тенденциям национальных меньшинств.
Курды-сунниты, в отличие от подавляющего большинства своих соотечественников, воздержались при голосовании за создание исламской республики в апреле 1979 года. Этот референдум не предусматривал региональной автономии для национальных меньшинств.
Кризис усугубился после того, как в 1979 году курдам было отказано в участии в Совете экспертов, который отвечал за написание новой конституции. Аятолла Хомейни запретил Абдул Рахман Гассемлу, избранному представителю региона, принять участие в первом заседании Совета экспертов. Таким образом, в новой иранской конституции курды были лишены своих политических прав, поскольку большинство из них принадлежало к суннитской ветви ислама.

## Восстание
Поскольку после падения династии Пехлеви Восточный Курдистан в связи с серией антиреволюционных восстаний по всей стране (в Хузестане, иранском Белуджистане и других частях страны) захлестнула волна национализма, то полномасштабное восстание было неизбежно. Кроме того, в марте 1979 года «ДПИК» сформулировала и публично провозгласила план из восьми пунктов по независимости курдов.
Восстание началось в середине марта 1979 года, когда протестующие курды взяли под свой контроль штаб полиции, армейские базы и части армейских казарм в Сенендедже после того, как армейские части не смогли их разогнать. По данным BBC, восстание началось, когда курдские племена одолели правительственные силы в городе Паве. Как утверждается, беспорядки затем распространились на другие регионы, где преобладало курдское население. Курды захватили города и армейские гарнизоны, пытаясь не допустить введение армейских частей, а именно в города Дивандере, Секкез и Мехабад. Многие курдские лидеры скрылись после того, как Хомейни приказал их арестовать. В иранских газетах сообщалось, что число убитых достигало 600 человек.
С апреля 1979 г. вспыхнул вооруженный конфликт между курдскими группировками и силами безопасности иранского революционного правительства. Курдские силы включали, прежде всего, «Демократическую партию Иранского Курдистана» («ДПИК») и левую «Комала» (Революционную организацию курдских трудящихся). К концу апреля между курдскими и азербайджанскими группировками в этом районе вспыхнули межрелигиозные столкновения, в результате которых были убиты сотни азербайджанцев и курдов. Одним из участвовавших в боевых действиях азербайджанских племён было племя карапапахов.

### Казни в Ширазе
3 июля 1979 года в городе Ширазе аятолла Садек Хальхали издал указ о казни 14 торговцев наркотиками и ряда лиц, обвиняемых в совершении преступлений при шахе и в период революции. Были арестованы 24 человека, 16 из которых были приговорены к смертной казни, но приговоры двоим из них были заменены на пожизненное заключение. Среди казнённых была одна женщина, арестованная в тот же день. Несмотря на то, что её дело не было рассмотрено в суде, Хальхали распорядился и о её аресте, и она была приговорена к смертной казни в течение часа.

### Казни в Ахвазе
Организации и партии Ахваза, требовавшие автономии, существовали и в период династии Пехлеви. Данные организации тайно действовали в эпоху правления Реза Шаха Пехлеви, а затем в эпоху его сына Мохаммеда Реза Пехлеви. После победы революции в 1979 году эти организации начали выступать с требованием предоставления автономии арабского региона Ахваз. Однако, Совет Исламской революции издал указ о роспуске всех арабских организаций и партий. После столкновений между КСИР и вооружёнными арабскими группировками в районах Ахваза, Революционный совет приказал разоружить эти группы. Вооружённые группы отказались сдавать оружие. Это привело к кровавым столкновениям между ними и КСИР 19 мая 1979 года, известным как «Чёрная среда», унесшим жизни сотен жителей Ахваза. По оценкам некоторых источников, 700 человек погибли в результате массовых казней в городе Хорремшехр после того, как Хальхали и генерал Ахмад Мадани приказали подавить «народно-освободительную революцию». Примерно через три месяца после этого на стадионе «Хафаджи» были казнены около 300 членов «Освободительной армии Ахваза» и некоторых шейхов арабских племен, которые поддерживали мятежников, требовавших автономии.

## Боевые кампании и политика
В середине августа 1979 года, без достаточной подготовки и несмотря на совет армии, силы КСИР двинулись на удерживаемый курдами город Паве, попав в крупную засаду. Поражение побудило Хомейни прислушаться к мнению руководителей армии и правительства. Новое иранское исламское руководство не проявило большого терпения к курдским просьбам и предпочло подавить беспорядки военными средствами. В результате Хомейни, действуя в качестве главнокомандующего вооруженными силами, в своем заявлении от 17 августа 1979 года объявил джихад (священную борьбу) и издал фетву (религиозный указ) против иранских курдов, а ключевые курдские националистические деятели были объявлены «врагами государства» (такие как Гассемлу). Хомейни назвал ДПИК «партией сатаны». Режим объявил членство в партии преступлением против ИРИ и, следовательно, наказуемым по исламским и иранским законам. Затем правительство начало трёхнедельную кампанию по зачистке курдских опорных пунктов, в основном Секкеза и Мехабада.
20 августа 1979 года правительственная армия начала осаду Мехабада. К 30 августа стало известно, что им удалось полностью окружить город, и начались трёхдневные переговоры. После того, как переговоры не увенчались успехом, правительственные войска заняли город 3 сентября при поддержке истребителей F-4 и более 100 танков. Опираясь на артиллерийскую мощь, после нескольких часов боев им удалось захватить город. Поражение в Мехабаде стало серьёзным ударом для иранских курдов, и впоследствии иранские силы продолжили наступление на меньший город Бане. Во время осады Мехабада погибло более 500 человек.
Оборонные позиции курдских повстанцев, несмотря на сильное сопротивление, были подавлены мощью правительственных сил, которые использовали тяжелую артиллерию, танки и ВВС. Несмотря на тяжелые потери, основная масса курдских пешмерга избежала захвата и смерти, поэтому они отступили в горы. Шесть недель спустя курды возобновили наступление, вернувшись в Мехабад и начав уличные бой с танковыми войсками ИРИ с помощью коктейлей Молотова и РПГ. В конце ноября курды также напали на Сенендедж, Секкез и другие курдские города. Наступление курдских формировании продолжалось, поскольку иранское правительство было отвлечёно другими, не менее важными событиями в стране, такими как кризис с заложниками в американском посольстве в Тегеране.
В ноябре 1979 года иранское правительство призвало к прекращению огня, но мирные переговоры снова сорвались из-за продолжающихся, хотя и в меньшем масштабе, требований курдов о самоуправлении.
В своем выступлении 17 декабря 1979 года Хомейни назвал концепцию этнического меньшинства противоречащей исламским доктринам. Он также обвинил тех, кто не желает объединения мусульманских стран, в создании проблемы национализма среди меньшинств. Его взгляды разделяли многие представители духовенства.
К власти пришла новая иранская администрация президента Абольхасана Банисадра. В конце января 1980 года подразделения Революционной гвардии и правительство, поддерживающее курдов, безуспешно сражались с повстанцами в регионе, что привело к тупиковой ситуации, которая продлилась до весны. К маю 1980 года курды все ещё контролировали большую часть дорог региона, сельские районы и снова заняли город Мехабад. В «ДПИК» заявили, что в их рядах числятся более 7000 боевиков.

### Весеннее наступление правительственной армии (1980 г.)
Весной 1980 года правительственные силы под командованием президента Абольхасана Банисадра ходе масштабной военной кампании с применением механизированных военных подразделении заняли большинство курдских городов, включая Сенендедж, Паве и Мериван. В результате боевых действий между курдскими повстанцами и правительственными войсками окрестности некоторых деревень и городов были разрушены.
Аятолла Хальхали и сопровождающие его лица прибыли в г. Паве 20 августа, на следующий день после того, как правительственные силы взяли его под свой контроль в соответствии с приказом Хомейни.
Садек Хальхали приговорил тысячи людей к казни после судебных процессов. Курды, однако, продолжали удерживать Мехабад. Масштабы летних боевых действии уменьшились, в то время как ирано-иракская напряженность возросла.
Как сообщалось, курдские силы возглавлял бывший шахский генерал Азизолла Пализбан, который в 1970-е годы был заместителем генерального директора разведки и контрразведки САВАК, который стремился начать "полномасштабную войну против режима Хомейни.

### Осеннее наступление правительственной армии (1980 г.)
В конце августа 1980 года иранская армия не смогла взять Мехабад, удерживаемый курдами в течение десяти месяцев. Они продолжали удерживать его ещё пять месяцев, поскольку провинция Курдистан стала театром ирано-иракской войны. Хотя президент Банисадр приказал прекратить огонь с курдами после иракского вторжения, силы КСИР проигнорировали его, продолжая военные кампании.
Конфронтация между Тегераном и курдами резко обострилась, когда разразилась ирано-иракская война, и Иран столкнулся с поддержкой Ираком курдского повстанческого движения в Иране, в то же время проводя свою собственную кампанию по поощрению восстания различных групп в Ираке. Первоначально предполагалось, что иракские курды и их иранские братья будут сотрудничать, чтобы использовать слабые места с обеих сторон. Неудивительно, что ни Багдад, ни Тегеран не захотели смириться с таким исходом. Скорее, обе стороны настаивали на организации специальных лоялистских курдских воинских формирований для участия в войне и демонстрации лояльности своим государствам. По сути, иракская «Демократическая партия Курдистана» («ДПК») и «ДПИК» разделились, пережив ряд внутренних конфликтов.
Подразделения КСИР не были эффективны против курдов до тех пор, пока подразделения Революционной гвардии не вступили в бой с иракцами и поддерживаемыми Ираком курдами в конце декабря.

### Заключительный этап
В процессе борьбы КСИР за восстановление государственного контроля в курдских регионах погибло более 10 000 курдов.
Группы солдат «ДПИК» продолжали участвовать в военных кампаниях низкой интенсивности до 1983 года, когда иранские войска были переброшены на иракский фронт в связи с эскалацией ирано-иракской войны.
Правительство Тегерана удвоило свои усилия по восстановлению контроля над провинцией, и в июле 1984 года руководство ДПИК было наконец вынуждено отступить через границу в курдские районы Ирака.

## Последствия
В то время как большая часть её военной и политической активности в Иране значительно сократилась после восстания 1979—1981 годов, «ДПИК» продолжала свою оппозиционную деятельность в течение 1980-х годов. В 1989 году «ДПИК» возобновила военные действия, среди которых наиболее заметными были боевые действия 1990 года, в которых предположительно было убито около 300 иранских солдат.
С 1996 года, после эффективных политических и военных репрессий, конфликт «ДПИК» с иранским правительством перешел в сферу политической оппозиции за рубежом.
Возобновление мятежа в Иранском Курдистане с 2004 года предприняла другая курдская боевая организация — «Партия свободной жизни в Курдистане», связанная с «Рабочей партией Курдистана».

## Публикация газеты «Эттелаат»
27 августа 1979 года в Сенендедже 11 курдских заключенных были расстреляны после 30-минутного судебного разбирательства под руководством аятоллы Садека Хальхали. Хотя неясно, присутствовал ли сам Хальхали в Сенендедже 26 или 27 августа, но было сообщено, что он издал приказы о казни 27 августа и что они были выполнены в тот же день. Джахангир Разми, фотограф независимой иранской газеты «Эттелаат», запечатлел казнь на пленку.
Через несколько часов анонимная фотография казни появилась в 6 колонках газеты. 8 сентября газета была конфискована государственной холдинговой компанией «Фонд лишенных наследства». 14 апреля 1980 года фотография получила Пулитцеровскую премию. В 2006 году Дж. Разми обнародовал 27 изображений казни, которые он скрывал в течение многих лет.

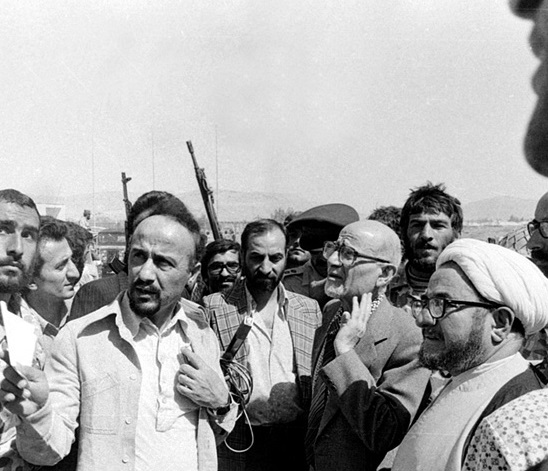
Премьер-министр временного революционного правительства Мехди Базарган и Садек Хальхали во время визита в иранский Курдистан. Март 1979 г.

### Список казненных 11 курдов в г. Сенендедж
28 августа газета «Эттелаат» сообщила, что Исламский революционный суд собрался накануне и «после нескольких часов расследования и совещания» вынес смертный приговор 11 человекам, 12 были оправданы. Сообщалось, что 11 человек были казнены в 16:30 того же дня. В документе были перечислены имена, доказательства и обвинения 11 казненных:
- Бригадный генерал Мозаффар Ниазманд — бывший командующий жандармерией Курдистана. Обвинен в подавлении борющихся за свободу людей Сенендеджа во время освободительной борьбы народа Ирана (до победы революции). Суд также постановил конфисковать все его имущество[41];
- Сирус Манучехри — глава отделения службы внутренней безопасности шаха САВАК в Сенендедже. Обвинен в причастности к принятию участия в подавлении демонстрации, а также в выдаче приказов об убийствах и массовых убийствах невинных людей Сенендеджа. Помимо вышеупомянутых двоих, которые были арестованы после победы революции и до казни находились в тюрьме, остальные девять были казнены в связи с волнениями в Курдистане после победы революции[42];
- Атаолла Занди — обвинён в ношении взрывчатки и минометного снаряда в ночь на 19 августа 1979 года. Был арестован при попытке взорвать аэропорт Сенендеджа[43];
- Али Асгар Мобассери — обвинён в вооруженной деятельности и призыве к мятежу и восстанию против исламского правительства (был арестован, когда нес минометные снаряды возле аэропорта Сенендеджа)[44];
- Джамиль Яхчали — студент военно-технического училища в Месджеде-Солеймане и сторонник отделения Курдистана; был членом организации фидаинов Тегерана, приехал из Месджеде-Солейманеа в Сенендедж и участвовал в вооружённых действиях. Обвинён в восстании против исламского правительства[45];
- Шахриар Нахид — принимал участие в боевых действиях в Бане, Меривана, Секкезе и Сенендедже; был арестован и разоружён во время вооружённых столкновений в Сенендедже и входил в состав федайских партизан Тегерана;
- Мозаффар Рахими Мохиеддин — обвинён в ношении оружия и взрывчатых веществ. Был арестован и разоружён КСИР во время боевых действии[46];
- Насер Салими — обвинён в действиях по отделению Курдистана от Ирана и участии в кровавой бойне в г. Паве. Во время боя в Паве ему прострелили руку[47];
- Али Ахсан Нахид — обвинён в участии во всех кровавых событиях в Курдистане, принимал непосредственное участие в событиях в Негеде, Мехабаде, Секкезе и Мериване и был командиром сил вторжения;
- Исса Пирвали — обвинён в убийстве Шатера Мохамамда и его сына в апрельских событиях в Сенендедже;
- Абдулла Фулади — обвинён в открытии огня по легковой машине и участии в разоружении военной базы во время недавних событий в Курдистане. Был сторонником коммунистической партии[48].